# Saint-Julien-d'Ance
Saint-Julien-d'Ance is een gemeente in het Franse departement Haute-Loire (regio Auvergne-Rhône-Alpes) en telt 213 inwoners (1999). De plaats maakt deel uit van het arrondissement Le Puy-en-Velay.

## Geografie
De oppervlakte van Saint-Julien-d'Ance bedraagt 17,2 km², de bevolkingsdichtheid is 12,4 inwoners per km².
De onderstaande kaart toont de ligging van Saint-Julien-d'Ance met de belangrijkste infrastructuur en aangrenzende gemeenten.

## Demografie
Onderstaande figuur toont het verloop van het inwonertal (bron: INSEE-tellingen).